# Norra Liden
Norra Liden är en gata på Otterhällan i stadsdelen Inom Vallgraven i centrala Göteborg. Dess längd är numera cirka 275 meter från utgångspunkten Lasarettsgatan. På grund av ändrad stadsplan är liden idag en återvändsgata.

## Historik
På kartan Plan af Götheborgs Stad inom Fästnings-vercken...år 1792 återfinns gatunamnet Åkaregatan med en sträckning, som ungefär motsvarar nuvarande Norra Liden.  I "Stadsplan för Stora Otterhällan" (1804) hittas namnet Norra Liden första gången och kommer av gatans sträckning åt norr, från toppen av Stora Otterhällan och då i förhållande till numera igenlagda Södra Liden. Ytterligare namnformer har varit: NordLiden (1804), Norliden (1809), Norrliden (1815), Norrlidsgatan (1855), Norlidsgatan (1875) och Nordlidsgatan (1878–84). År 1900 uppgavs gatan vara 119 meter lång, med en medelbredd av 8,6 meter och med en yta av 1 023 kvadratmeter.
Den senare Norra Liden' har historiskt haft flera sträckningar: "från Magasinsgatan uppåt Otterhälleberget" (1875); "från Magasinsgatan till Södra Liden" (1885 och karta 1923); "från Magasinsgatan till Lasarettsgatan" (1933, då bara delvis utlagd samt 1957); "från Lasarettsgatan 7 i en båge norr, öst och söder ut" (1965, ännu ej utlagd); "från Lasarettsgatan 7 över Västra Liden 4" (1972) och "från Lasarettsgatan 7 till Magasinsgatan 3" (1981). 
Under åren 1960–62 revs större delen av stenhusen på Norra Lidens södra sida – jämna nummer – ända ner till Lilla Torget. Detta gäller exempelvis Norra Liden 10, som uppfördes 1895 i fyra våningar och revs 1960. Huset innehöll 33 lägenheter, tre spisrum och två butiker. Pannrum och wc i alla våningar hade installerat 1936 i huset.. Med början i oktober 1960 revs i tur och ordning: Norra Liden 16, 18, 20 och 22 i kvarteret Residenset. Även Lilla Torget 2 ingick i rivningarna under denna period.
Vid Norra Liden 9 bodde "Ester i Brunnsparken" (1898–1962). Hon ägnade större delen av sitt liv åt att sälja tidningar i Brunnsparken. En göteborgstidning skrev vid hennes bortgång: "Hon blev en symbol för småstaden Göteborg". Huset där hon hade bott revs omkring 1955.